# Нелфінавір
Нелфінавір (міжнародна транскрипція NFV) — синтетичний противірусний препарат з групи інгібіторів протеази для прийому всередину. Нелфінавір розроблений компанією «Agouron Pharmaceuticals» у співпраці з компанією «Eli Lilly», пізніше ця компанія стала підрозділом корпорації «Pfizer».

## Фармакологічні властивості
Нелфінавір — синтетичний противірусний препарат з групи інгібіторів протеази. Механізм дії препарату полягає у інгібуванні активного центру ферменту вірусу ВІЛ — протеази, порушенні утворення вірусного капсиду та пригнічує реплікацію вірусу ВІЛ з утворенням незрілих вірусних частинок, що не можуть інфікувати клітини організму. До індинавіру чутливі віруси ВІЛ-1 та ВІЛ-2 та нечутливі протеази людини та інших еукаріотів.

### Фармакокінетика
Нелфінавір при прийомі всередину швидко всмоктується, максимальна концентрація в крові досягається протягом 2—4 годин. Біодоступність препарату становить 78 %, при прийомі під час їжі біодоступність препарату збільшується. Нелфінавір погано проникає через гематоенцефалічний бар'єр. Нелфінавір проникає через плацентарний бар'єр та виділяється в грудне молоко. Препарат метаболізується в печінці, виводиться з організму переважно з калом, частково виводиться нирками у вигляді активних метаболітів. Період напіввиведення нелфінавіру становить 3,5—5 години, цей час не змінюється при печінковій недостатності.

## Показання до застосування
Нелфінавір застосовують для лікування ВІЛ-інфекції, що її спричинює ВІЛ-1, у складі комбінованої терапії в дорослих та дітей. Монотерапію препаратом не проводять у зв'язку з швидким розвитком резистентності вірусу ВІЛ до препарату.

## Побічна дія
При застосуванні нелфінавіру можливі наступні побічні ефекти:
- З боку шкірних покривів — частіше (більше 2 %) висипання на шкірі[2]; рідше свербіж шкіри, алергічний дерматит, кропив'янка, фолікуліт, сухість шкіри, грибковий дерматит.
- Алергічні реакції — рідко задишка, бронхоспазм, риніт, гарячка, набряки.
- З боку травної системи — дуже часто (10—30 %) діарея; частіше (більше 2 %) нудота, метеоризм[2]; рідше блювання, зниження апетиту, біль у животі, печія, гепатит, жовтяниця, печінкова недостатність (у тому числі фульмінантний гепатит), панкреатит, шлунково-кишкові кровотечі.
- З боку нервової системи — частіше (більше 2 %) головний біль; рідше безсоння, сонливість, підвищена втомлюваність, гіперкінези, парестезії, запаморочення, порушення зору, гострий ірит, міастенія, мимовільні посіпування м'язів.
- З боку опорно-рухового апарату — рідко міалгії, артралгії, рабдоміоліз.
- З боку сечовидільної системи — рідко нефролітіаз, кристалурія.
- З боку серцево-судинної системи — рідко фібриляція шлуночків, подовження інтервалу QT на ЕКГ.
- Інші побічні ефекти — нечасто ліподистрофія, лактатацидоз, цукровий діабет, порушення еякуляції, зниження лібідо, гінекомастія (переважно у комбінації з іншими препаратами), збільшення частоти кровотеч у хворих гемофілією.
- Зміни в лабораторних аналізах — підвищення активності амінотрансфераз, гаммаглютамілтранспептидази (ГГТП), креатинфосфокінази в крові; нейтропенія[2]; рідше (менше 2 %) підвищення рівня білірубіну в крові, анемія, тромбоцитопенія, гіперглікемія, гематурія, протеїнурія, підвищення ШОЕ.

Під час проведення комбінованої антиретровірусної терапії у хворих зростає ймовірність лактатацидозу, остеонекрозу, гепатонекрозу. При проведенні ВААРТ у хворих зростає ймовірність розвитку серцево-судинних ускладнень, гіперглікемії та гіперлактемії. Під час проведення ВААРТ зростає ймовірність синдрому відновлення імунної системи із загостренням латентних інфекцій.

## Протипокази
Нелфінавір протипоказаний при підвищеній чутливості до препарату. З обережністю застосовують при вагітності та годуванні грудьми. Препарат не рекомендується застосовувати разом із астемізолом, цизапридом, івабрадином, терфенадином, мідазоламом, пімозидом, бепридилом, аміодароном, алкалоїдами ріжків, пропафеноном.

## Форми випуску
Нелфінавір випускається у вигляді таблеток по 0,25 та 0,625 г та порошку для приготування суспензії по 50 мг/мл.